# Savanes (região do Togo)
Savanes é uma região do Togo. Sua capital é a cidade de Dapaong.

## Prefeituras
- Oti
- Tône